# Aulacaspis schizosoma
Aulacaspis schizosoma är en insektsart som först beskrevs av Sadao Takagi 1970.  Aulacaspis schizosoma ingår i släktet Aulacaspis och familjen pansarsköldlöss. Inga underarter finns listade i Catalogue of Life.